# Epirhyssa maynei
Epirhyssa maynei là một loài tò vò trong họ Ichneumonidae.